# Pozitiv (hudba)

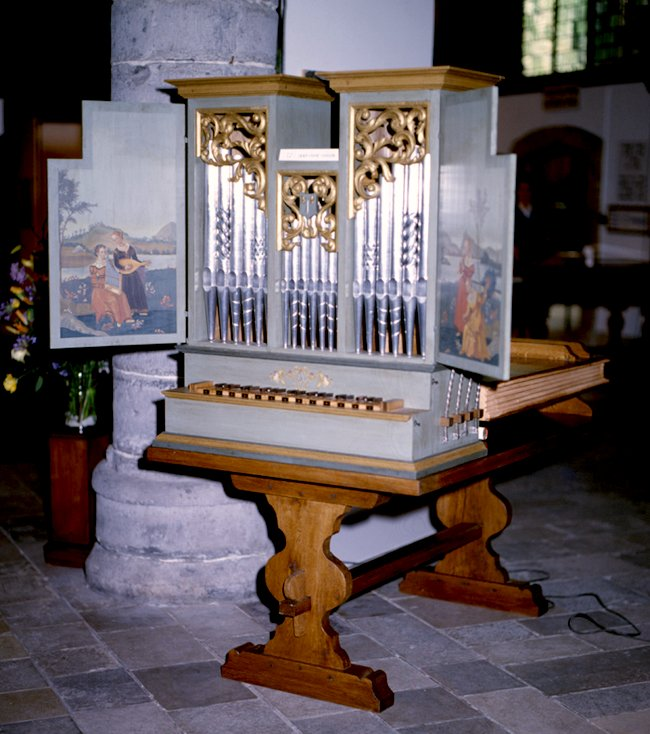
Pozitiv

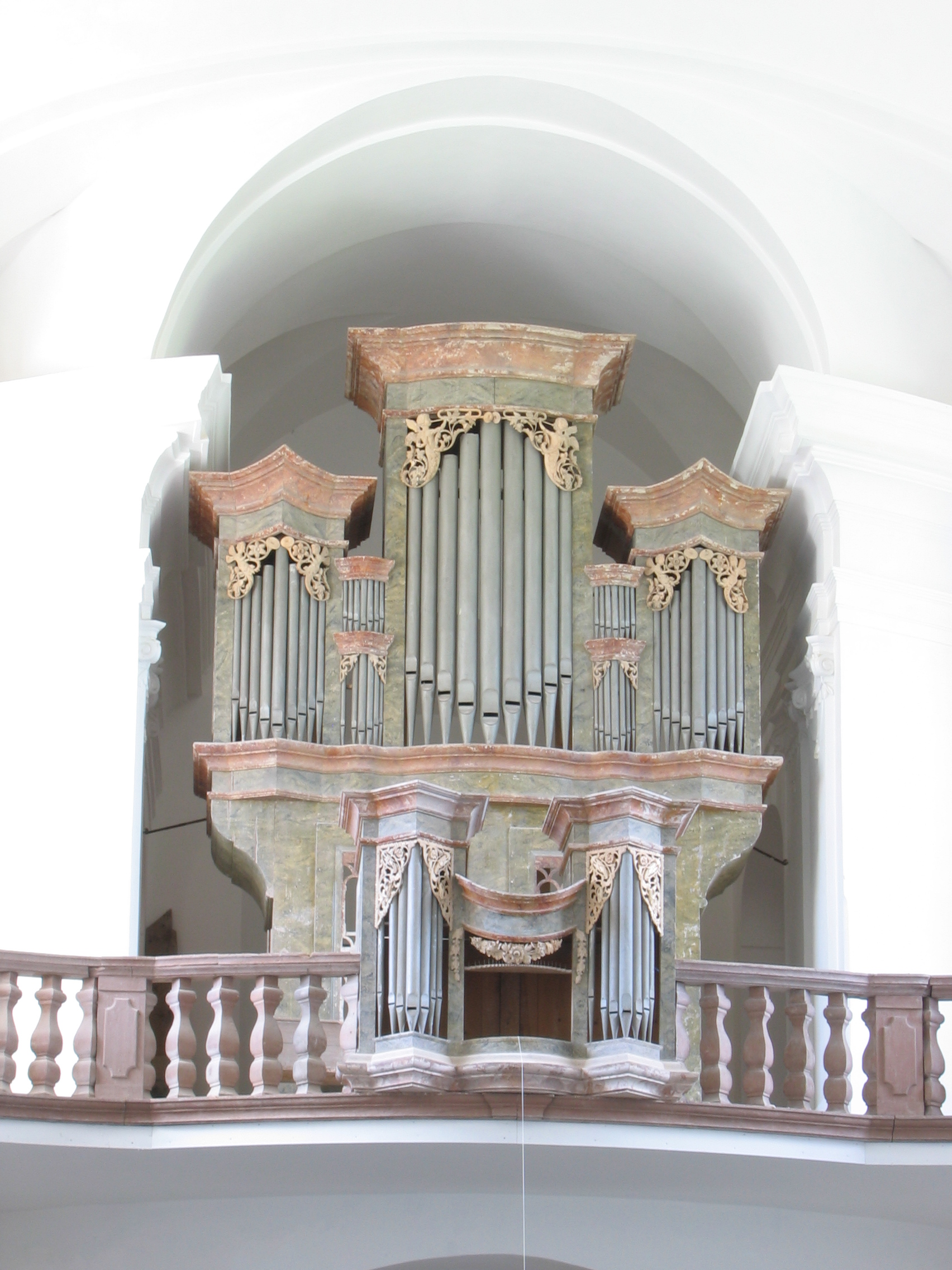
Varhany v kostele Archanděla Michaela (Smržovka), vpředu na zábradlí pozitiv

Pozitiv (z latinského ponere, tj. položit) jsou malé přenosné varhany, původně vybavené pouze retnými píšťalami a jedním manuálem (klaviaturou). Od 16. století může mít také píšťaly jazykové a pedál (nožní klaviatura). Později se termín pozitiv začal používat i k označení části velkých kostelních varhan – jde o menší stroj umístěný na zábradlí kůru nebo v přední části hlavní varhanní skříně.
Přenosné pozitivy byly využívané především v menších kostelech, kaplích, sálech a bohatých domácnostech.
V kostelní hudbě fungují jako doprovodný nástroj chórového zpěvu nebo se na ně hraje stylem basso continuo (stejně jako u cembala). Ve světské hudbě se používají buď jako sólové nástroje nebo v kombinaci s jinými.
Při hře na pozitiv býval kromě varhaníka potřebný také takzvaný kalkant, který obsluhoval měchy zajišťující potřebný vzduch do píšťal. V dnešní době tuto funkci nahradilo tiché elektrické dmychadlo.
Tónový rozsah pozitivu je obvykle od velkého C do D3.